# Drillia poecila
Drillia poecila là một loài ốc biển, là động vật thân mềm chân bụng sống ở biển trong họ Drilliidae.

## Hình ảnh

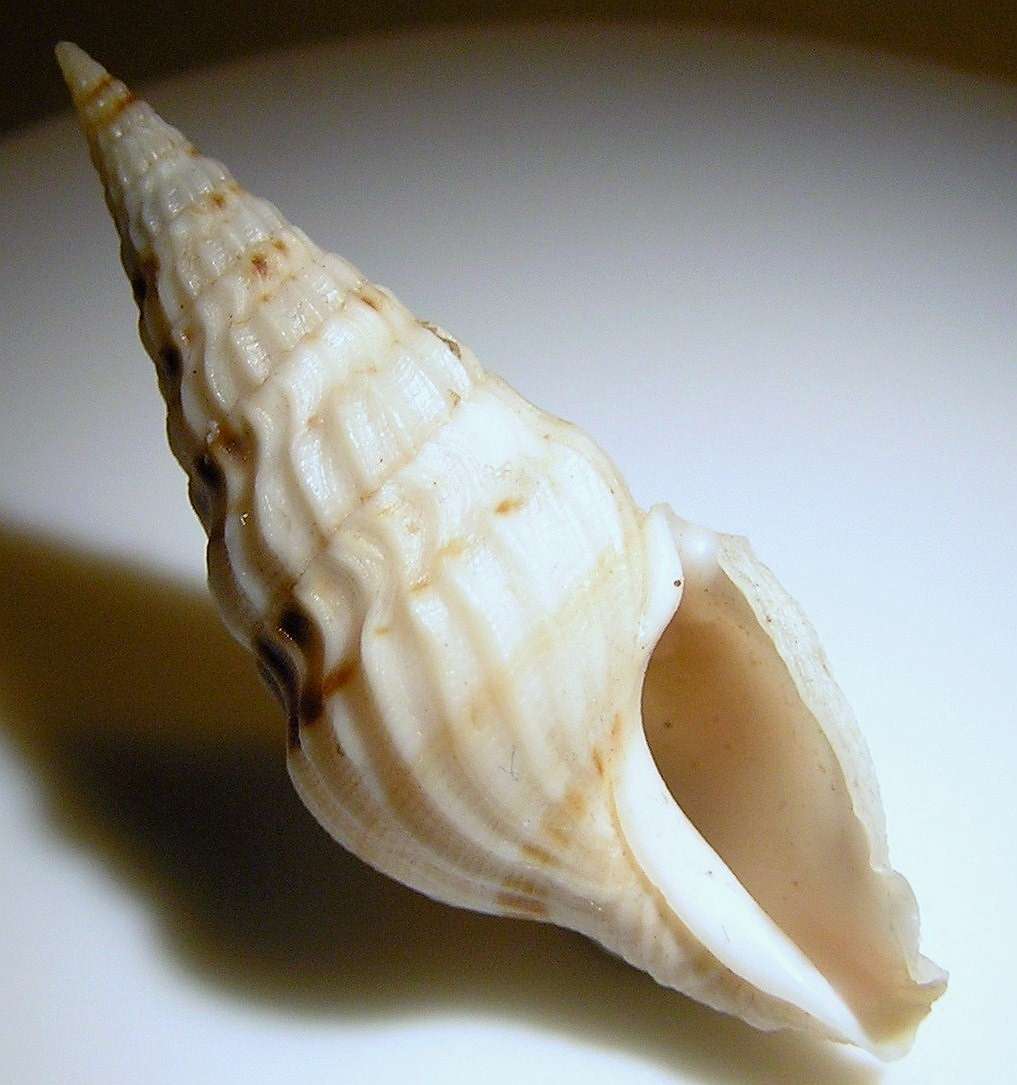
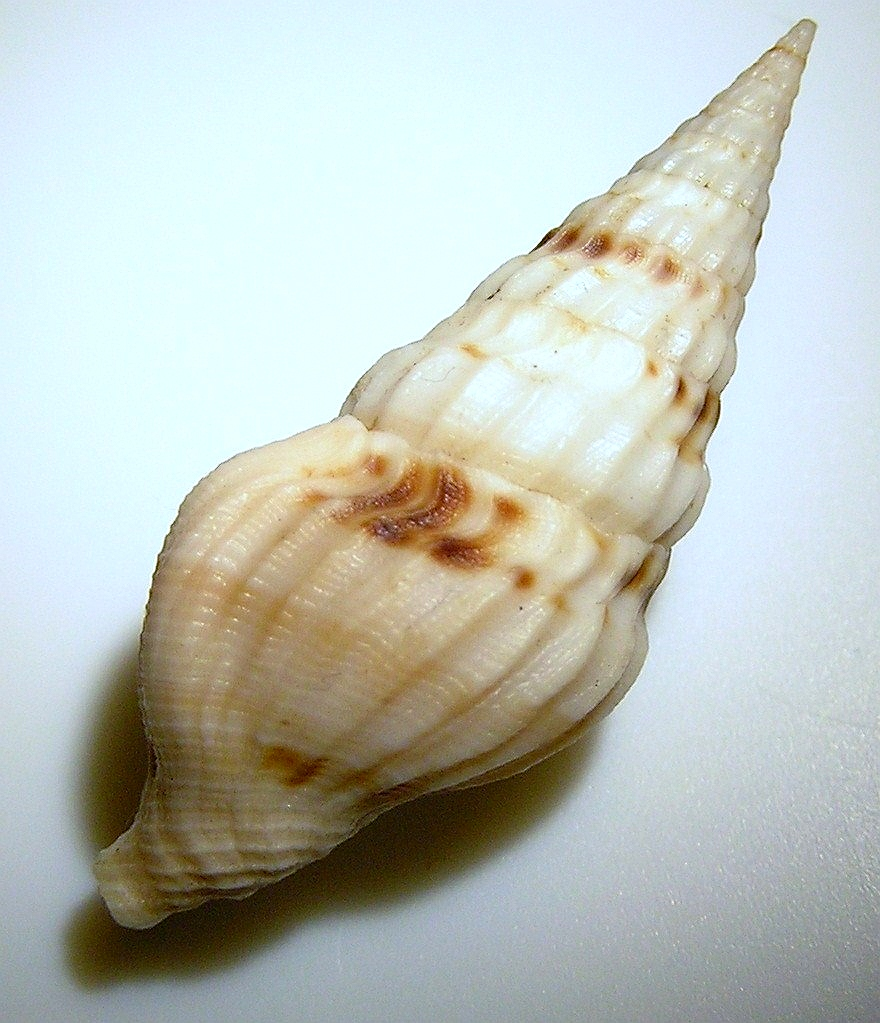